# XERMX-OC
Radio México Internacional fue una estación de radio en onda corta localizada en la Ciudad de México que transmitió, a lo largo de su historia, en cinco bandas internacionales.

## Historia
En 1969, inició transmisiones XERMX-OC bajo el nombre de Radio México.
En 1983, la estación pasó a formar parte del recién creado Instituto Mexicano de la Radio. Posteriormente, se le conoció con el nombre de Radio México Internacional.
El 1 de junio de 2004, Radio México Internacional dejó de transmitir por decisión de la entonces directora Dolores de Béistegui y Rohan-Chabot de acuerdo a su plan de redimensionamiento del Instituto Mexicano de la Radio el cual también incluyó la desincorporación de las emisoras XEBCO-AM La poderosa voz de Colima en Villa de Álvarez, Colima en convenio con el Gobierno del Estado de Colima y XETEB-AM Radio Mar en Tenabo, Campeche esta última siendo permisionada al IMER, todo esto conforme al contrato de asesoría de la firma Mercer Management Consulting por parte de la directora del IMER por 7.4 millones de pesos. Sin embargo, gracias a la iniciativa de sus radioescuchas se logró que dos de los transmisores de Radio México Internacional fueran donados a Radio Universidad Nacional Autónoma de México, no así dos de las antenas de Radio México Internacional con las que emitió su señal las cuales no corrieron con la misma suerte y fueron desmanteladas sin una razón o justificación aparente. 
En 2008, después la ausencia dejada por Radio México Internacional en onda corta, surge un proyecto a iniciativa del Ingeniero José Antonio Martínez Sánchez, radioaficionado con el distintivo de llamada XE1A (quien fue radioescucha de la estación) para emitir una nueva señal de radio vía Internet, teniendo como propósito difundir la música y las tradiciones del país. El 13 de diciembre de 2008, inició sus transmisiones de prueba las 24 horas al día por internet Radio México Internacional, cuyo nombre de la señal es igual al de la emisora de radio de onda corta para así dar continuidad al trabajo realizado por tantos años por dicha difusora internacional. A partir del mes de marzo de 2009, se iniciaron las transmisiones de manera formal.
En noviembre de 2010, la señal de audio en línea por Internet llamada radio2010 del Instituto Mexicano de la Radio se le conocería a partir del 1 de enero de 2011 como Radio México Internacional utilizando el nombre de la estación de onda corta, que posteriormente iniciaría transmisiones con HD Radio a través del canal HD2 del 105.7 FM (XHOF-FM)